# بنفشه برگ‌قلوه‌ای
 بنفشه برگ‌قلوه‌ای(نام علمی: Viola renifolia) نام یک گونه از سرده بنفشه است.